# جان اسپارو دیوید تامپسن
جان اسپارو دیوید تامپسن (انگلیسی: John Sparrow David Thompson؛ زاده ۱۰ نوامبر ۱۸۴۵ – درگذشته ۱۲ دسامبر ۱۸۹۴)، یک سیاست‌مدار اهل کانادا بود.